# Похівська сільська рада
| Похівська сільська рада — орган місцевого самоврядування у Богородчанському районі Івано-Франківської області з адміністративним центром у с. Похівка. Утворена 9 липня 1991 року. Сільській раді підпорядковані населені пункти: - с. Похівка |

## Склад ради
Рада складається з 12 депутатів та голови.

### Керівний склад ради
| ПІБ                      | Основні відомості                                                                          | Дата обрання | Дата звільнення |
| ------------------------ | ------------------------------------------------------------------------------------------ | ------------ | --------------- |
| Анююк Мирослав Федорович | Сільський голова, 1961 року народження, освіта                                             | 26.03.2006   | 31.10.2010      |
| Аннюк Мирослав Федорович | Сільський голова, 1964 року народження, освіта вища, член політичної партії 'Наша Україна' | 31.10.2010   |                 |

Примітка: таблиця складена за даними джерела